# Fleur de lys (ornement)
Pour les articles homonymes, voir Fleur de lys.

Fleur de lys.

La fleur de lys est un motif ornemental, un symbole souvent associé à la France. En decoration, son image est utilisée dans différents domaines comme l'héraldique, la mythologie, l'art, l'architecture, la littérature et la mode entre-autres. 

## Description et symbolisme
La fleur de lys est une fleur à pétales en forme de feuilles de lance cultivée depuis l'Antiquité.  Associée à la divinité et à la royauté. Dans la mythologie grecque, la fleur de lys était associée à Héra, déesse de la femme et de la maternité, dans la mythologie romaine, à la déesse Junon, protectrice des femmes mariées. Utilisée comme symbole de pureté et de perfection dans l'art et la mode.

## Art et Architecture
Depuis l'Antiquité la fleur de lys considérée  symbole de pureté et de spiritualité est incorporée dans les motifs et les décorations de bâtiments et de structures comme les châteaux, les églises et les cathédrales de divers styles architecturaux comme le gothique, le baroque et le néoclassique. Dans l'art monumental, notamment dans les fontaines, les statues et la ferronnerie.  En peinture, elle est utilisée comme motif décoratif et symbolique, notamment dans les œuvres de la Renaissance et de l'époque baroque, ainsi que dans les tapisseries, les textiles, la verrerie et la poterie.

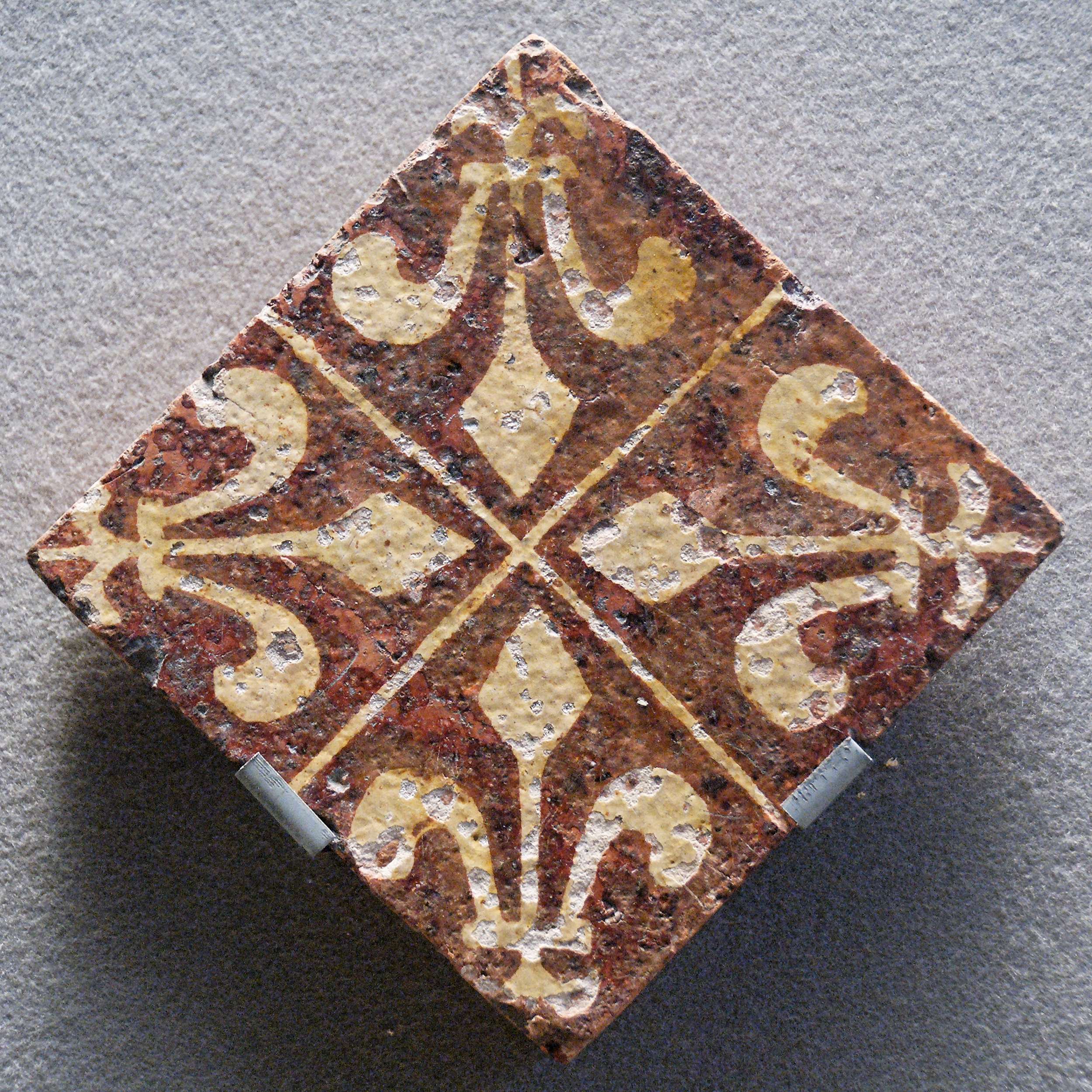
Carreau, Louvre.
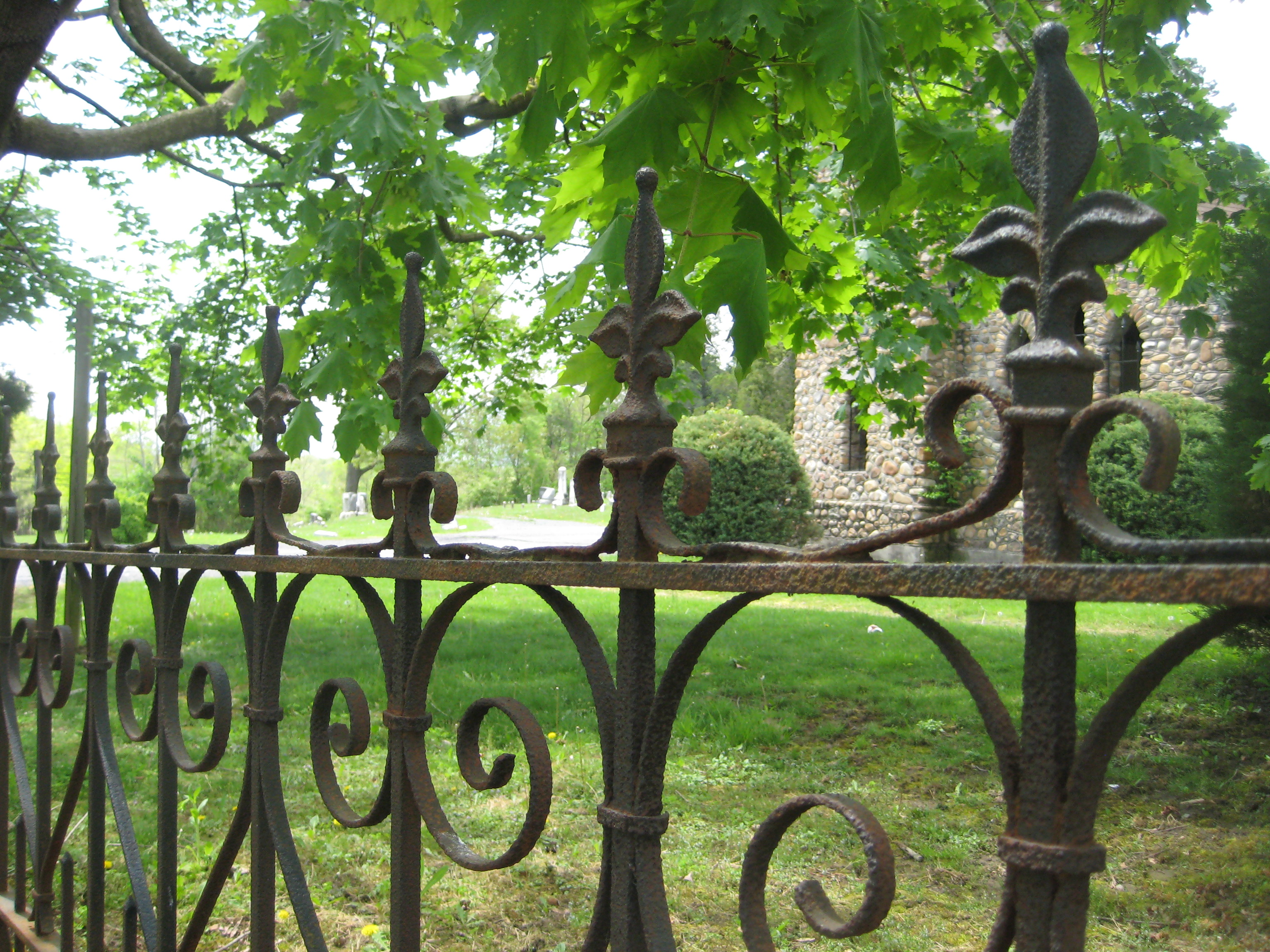
Montant de grille surmonté d'une fleur de lys.
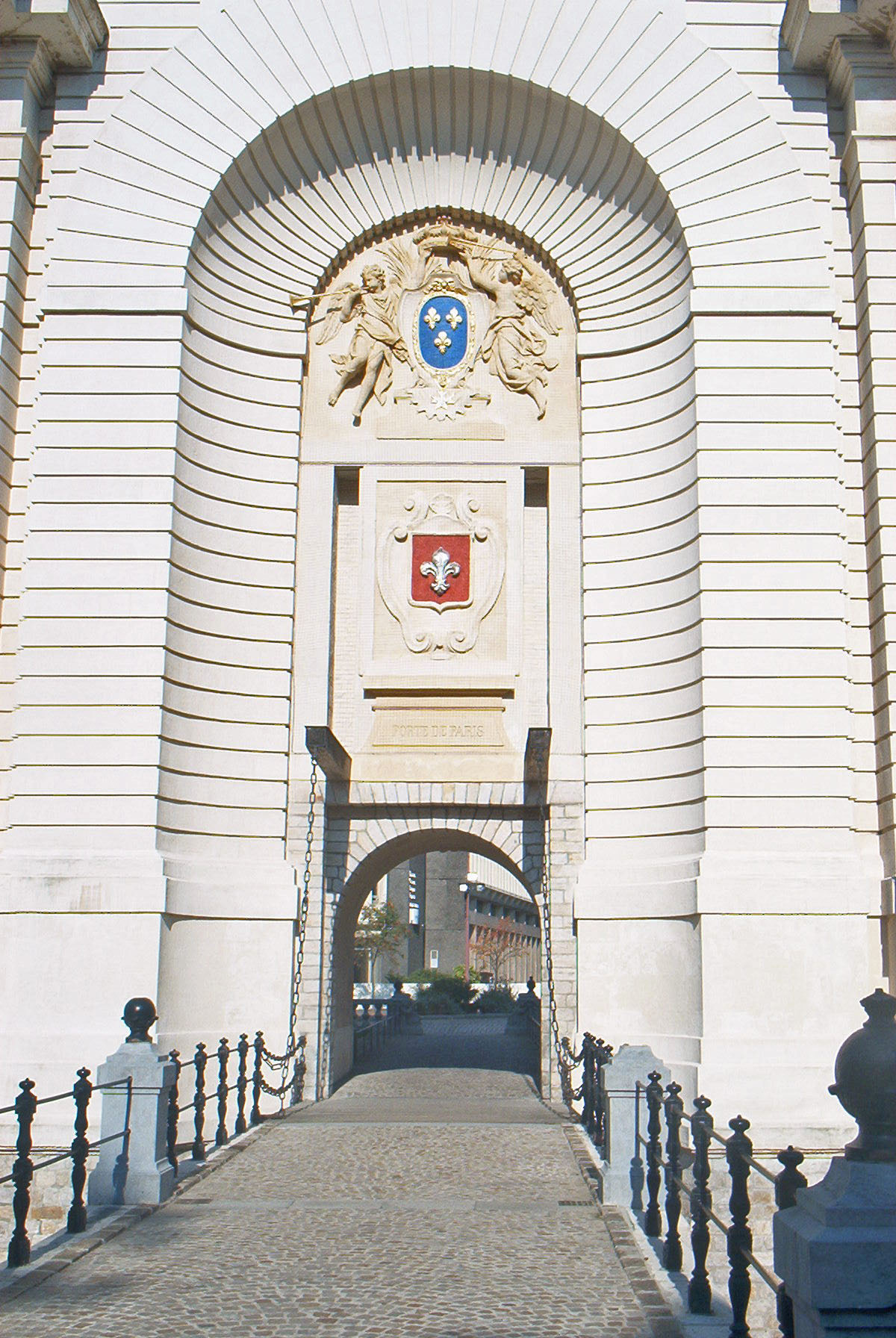
Détail de la porte de Paris (Lille)
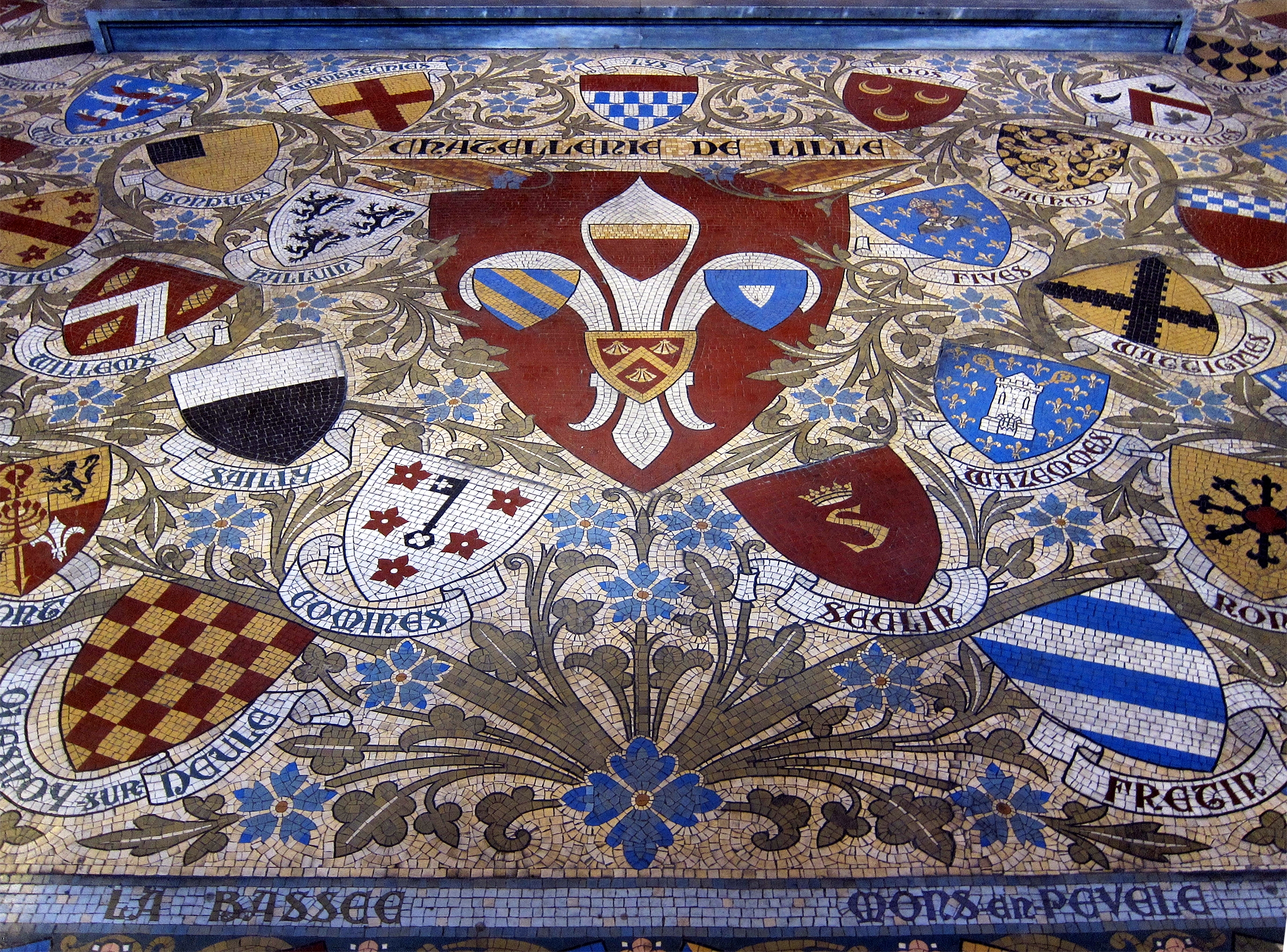
Le pavement de la chapelle Saint-Charles dans la Cathédrale Notre-Dame-de-la-Treille à Lille
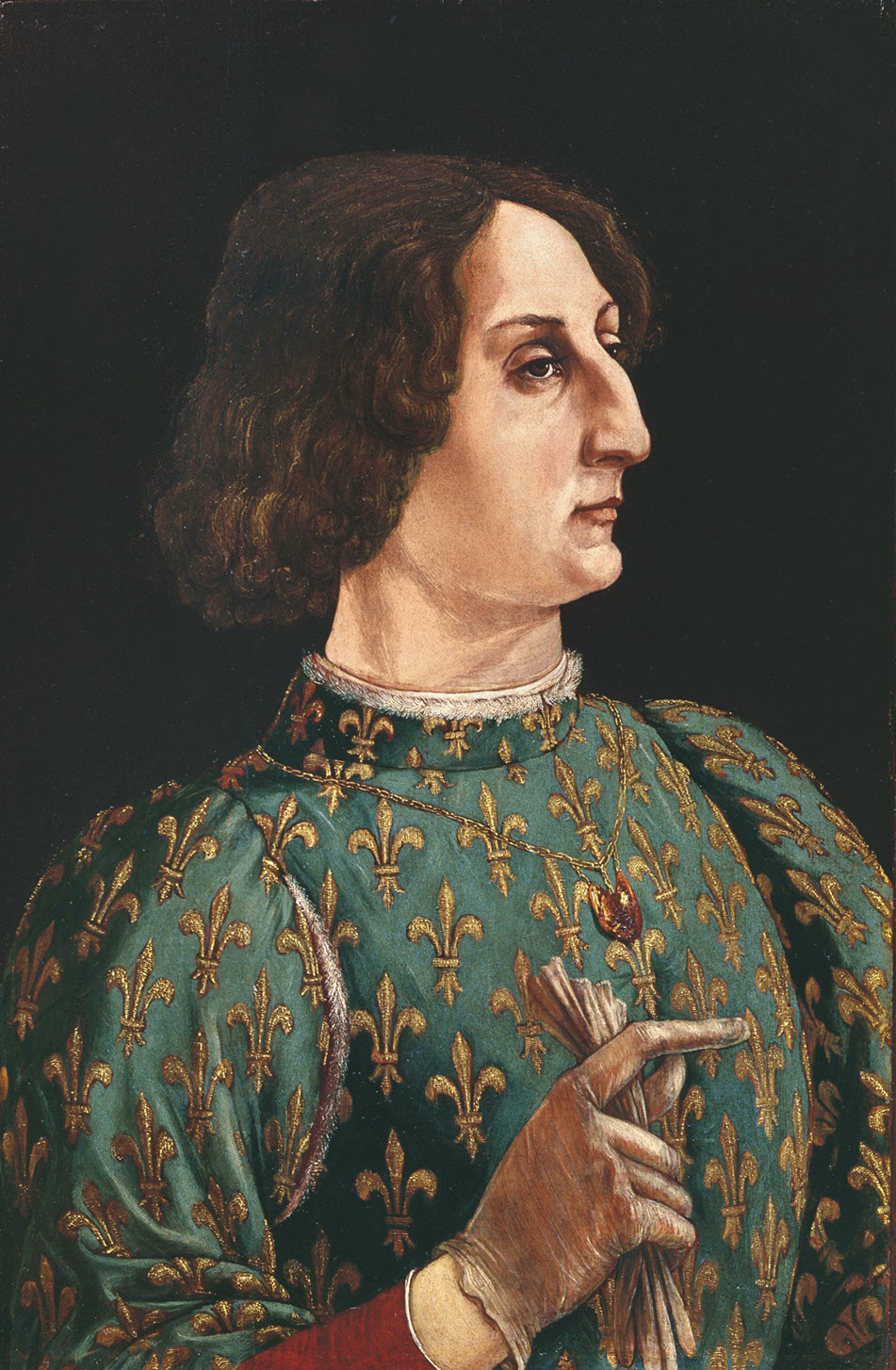
Portrait de Galeazzo Maria Sforza par Piero Pollaiuolo